# 金門縣政府
24°26′12″N 118°19′07″E / 24.436788°N 118.318633°E
金門縣政府為中華民國福建省金門縣最高層級的最高地方行政機關，在中華民國政府架構中為縣自治的行政機關，同時負責執行中央機關委辦事項，金門縣的自治監督機關為行政院內政部。金門縣政府是轄下各鄉、鎮的地方自治監督機關。

## 沿革
- 民國4年（1915年）4月9日，奉批令成立縣治，設縣知事。
- 民國26年（1937年），對日抗戰時期日軍佔領金門，金門縣政府暫時搬到大嶝鄉上租借民房（大嶝金门县政府旧址）辦公。
- 民國38年（1949年）11月，古寧頭戰役結束後，金門縣政府建制被撤銷，金門全境實施軍管，地方自治暫停。
- 民國42年（1953年）2月，結束軍管制度，改實施軍政一元化的戰地政務體制，金門縣政府恢復建制，但地方行政的決策與指揮監督由金門防衛司令部下設「政務委員會」負責，以軍領政。
- 民國81年（1992年）11月7日，戰地政務體制結束，恢復地方自治。

## 行政組織
金門縣政府的組織基準法為《金門縣政府組織自治條例》，金門縣政府設有11個所屬一級單位、7個所屬一級機關（設有12個下屬機關）、17個所屬二級機關、23所各級學校、1所幼兒園。此外，金門縣政府還經營5個縣營事業機構
。
各級學校、幼兒園
- 金門縣立各國民中學（4所）
- 金門縣各國民小學（18所）
- 金門縣立金寧國民中小學
- 金門縣立金城幼兒園

縣營事業機構
- 公法組織
  - 金門縣金門日報社 [3]
  - 金門縣公共車船管理處
  - 金門縣自來水廠
  - 金門縣陶瓷廠
- 私法人
  - 金門酒廠實業股份有限公司

## 外部連結
- 金門縣政府 （页面存档备份，存于）（繁體中文）
- 金門縣政府的Facebook專頁
- YouTube上的金門縣政府頻道
- 金門青年三創服務平台
- 金門縣政府影像分享平台的Facebook專頁